# سيميون بتروف
سيميون بتروف (بالفرنسية: Simeon Petrov)‏ (بالبلغارية: Симеон Петров)‏ هو لاعب كرة قدم بلغاري وفرنسي، ولد في 12 يناير 2000 في ليموج في فرنسا.

## وصلات خارجية
- سيميون بتروف على موقع قاعدة بيانات كرة القدم.إي يو (الإنجليزية)
- سيميون بتروف على موقع ناشيونال فوتبول تيمز (الإنجليزية)
- سيميون بتروف على موقع Soccerway.com (الإنجليزية)